# Bradysia spatitergum
Bradysia spatitergum är en tvåvingeart som först beskrevs av Hardy 1956.  Bradysia spatitergum ingår i släktet Bradysia och familjen sorgmyggor. Inga underarter finns listade i Catalogue of Life.